# Bozna
Bozna – wieś w Rumunii, w okręgu Sălaj, w gminie Treznea. W 2011 roku liczyła 220 mieszkańców.